# Чемпіонат України з легкої атлетики в приміщенні серед молоді 2019

День 1
(ранкова сесія)

День 1
(вечірня сесія)

День 2
(ранкова сесія)

День 2
(вечірня сесія)

День 3

Чемпіонат України з легкої атлетики в приміщенні 2019 року серед молоді був проведений з 7 по 9 лютого в легкоатлетичному манежі Сумського державного університету. В окремих дисциплінах чемпіонату взяли участь легкоатлети Туреччини та Ізраїлю. Молоді спортсмени змагались одночасно з дорослими легкоатлетами.
Одночасно з основним чемпіонатом був проведений чемпіонат України з легкоатлетичних багатоборств у приміщенні серед молоді.

## Призери

### Чоловіки
| Дисципліни                | Золото                    | Золото     | Срібло                                       | Срібло     | Бронза                      | Бронза     |
| ------------------------- | ------------------------- | ---------- | -------------------------------------------- | ---------- | --------------------------- | ---------- |
| 60 метрів                 | Олександр Соколов (Мк)    | 6,68 PB    | Василь Макух (Квм)                           | 6,79       | Кайган Озер (TUR)           | 6,81       |
| 200 метрів                | Станіслав Коваленко (Днп) | 21,88 PB   | Кирило Приходько (Днц)                       | 22,08 PB   | Олександр Пирогов (Днц)     | 22,69      |
| 400 метрів                | Федір Савостьян (См)      | 49,22 PB   | Олександр Погорілко (См)                     | 50,03 PB   | Олександр Недоснований (Вн) | 50,83      |
| 800 метрів                | Олег Миронець (Чрв)       | 1.49,35 PB | Роман Фесенко (Кв)                           | 1.51,12 PB | Євген Кузнєцов (Днп)        | 1.55,10 SB |
| 1500 метрів               | Андрій Аліксійчук (Днц)   | 3.57,11    | Абдула Оздемір (TUR)                         | 3.58,04    | Артем Алфімов (Днц)         | 3.58,24    |
| 3000 метрів               | Артем Алфімов (Днц)       | 8.25,10 PB | Олег Коменчук (Вн)                           | 8.30,05 PB | Олександр Вуйко (Вн)        | 8.31,85 PB |
| 60 метрів з бар'єрами     | Мікдат Севлер (TUR)       | 7,95       | Олексій Овчаренко (Хрк) Віктор Солянов (Квм) | 8,05       | не вручалась                |            |
| 3000 метрів з перешкодами | Віталій Бадун (Квм)       | 9.10,36 PB | Владислав Коваленко (Чрк)                    | 9.11,86 PB | Олександр Гнатюк (Лв)       | 9.11,93 PB |
| Стрибки у висоту          | Дмитро Нікітін (Жт)       | 2,15 =PB   | Денис Пікаш (Хрк)                            | 2,10 =PB   | Ілля Оліферовський (Лв)     | 2,10 =PB   |
| Стрибки з жердиною        | Ілля Кравченко (Кв)       | 5,40 PB    | Артур Бортніков (Днп)                        | 5,00       | Тарас Шевцов (Хрк)          | 4,80       |
| Стрибки у довжину         | Артем Засуха (Кв)         | 7,18 PB    | Даніїл Горбенко (Днц)                        | 7,09 SB    | Антон Копитько (Квм)        | 7,04       |
| Потрійний стрибок         | Павло Безніс (Хрк)        | 16,33 PB   | Олександр Малосілов (Днц)                    | 16,12      | Артем Коноваленко (Днц)     | 15,80 PB   |
| Штовхання ядра            | Артем Левченко (Хрк)      | 18,17 PB   | Віктор Климук (Квм)                          | 17,60 PB   | Олександр Шилівський (Тр)   | 17,22 PB   |
| Семиборство               | Іван Романяк (Лв)         | 4900       | Віталій Гаюк (Лв)                            | 4837       | Ярослав Богдан (Кв)         | 4417       |

### Жінки
| Дисципліни                | Золото                           | Золото      | Срібло                    | Срібло      | Бронза                     | Бронза      |
| ------------------------- | -------------------------------- | ----------- | ------------------------- | ----------- | -------------------------- | ----------- |
| 60 метрів                 | Яна Качур (Квм)                  | 7,39        | Іванна Аврамчук (Квм)     | 7,72        | Валентина Кисленко (Днп)   | 7,79        |
| 200 метрів                | Олена Радюк (Днц)                | 25,15 PB    | Вікторія Луніка (См)      | 25,81 SB    | Євгенія Мучарова (См)      | 26,02 PB    |
| 400 метрів                | Анастасія Бризгіна (Зп)          | 54,54       | Дарія Ставнича (Днп)      | 56,33 SB    | Олена Радюк (Днц)          | 56,45 PB    |
| 800 метрів                | Наталія Пироженко-Чорномаз (Днц) | 2.07,41 PB  | Оксана Долинчук (Тр)      | 2.11,75 PB  | Вікторія Коваленко (Чрк)   | 2.21,88     |
| 1500 метрів               | Вікторія Шкурко (Кв)             | 4.35,07     | Ксенія Пироженко (Квм)    | 4.38,51 PB  | Іванна Остимчук (Лв)       | 4.45,65 PB  |
| 3000 метрів               | Вікторія Шкурко (Кв)             | 9.41,53 PB  | Іванна Кух (Вл)           | 10.03,80 PB | Ярослава Ястреб (Кв)       | 10.04,19    |
| 60 метрів з бар'єрами     | Анастасія Осокіна (Днп)          | 8,61        | Нефісе Каратай (TUR)      | 8,70        | Анастасія Черненко (Хрк)   | 9,20        |
| 3000 метрів з перешкодами | Ярослава Ястреб (Кв)             | 10.53,61 PB | Вікторія Дуткевич (Лв)    | 11.03,34 PB | Любов Север'янова (Хрк)    | 11.07,84 PB |
| Стрибки у висоту          | Юлія Левченко (Квм)              | 1,97        | Лілія Клінцова (Тр)       | 1,83        | Олександра Полтавець (Пл)  | 1,80 PB     |
| Стрибки з жердиною        | Юлія Максименко (Днп)            | 4,00        | Юлія Козуб (Мк)           | 3,90 PB     | Ольга Лапузова (Хрк)       | 3,40 PB     |
| Стрибки у довжину         | Євгенія Горбатюк (Днп)           | 6,19        | Ірина Нерубальщук (Хрк)   | 5,85        | Діана Довгопол (Днп)       | 5,79        |
| Потрійний стрибок         | Діана Довгопол (Днп)             | 13,11 PB    | Олександра Левченко (Квм) | 12,83 PB    | Олександра Пройдисвіт (Кв) | 12,63       |
| Штовхання ядра            | Тетяна Кравченко (Кв)            | 14,81       | Юлія Байрак (Днп)         | 13,27 SB    | Валентина Подоляк (Вн)     | 11,60       |
| П'ятиборство              | Аліна Шух (Кв)                   | 4581        | Ірина Рофе-Бекетова (Хрк) | 4262        | Ганна Нелепа (Днц)         | 4065        |